# Mallorca Challenge
Die Mallorca Challenge (Challenge-Vuelta a Mallorca oder Volta Ciclista a Mallorca) ist im Straßenradsport eine Serie von Eintagesrennen für Berufsfahrer auf der Insel Mallorca. Das Rennen wird seit 1992 ausgetragen.
Die Mallorca Challenge wurde als Etappenrennen geplant, bei dem die Teilnehmer jederzeit ein- bzw. aussteigen können. Da dies von der UCI nicht zugelassen wurde, entstanden fünf Eintagesrennen in der Kategorie 1.1. Seit 2005 zählen diese zur UCI Europe Tour. Bis einschließlich 2009 gab es trotzdem ein Gesamtklassement, bei dem diejenigen gewertet wurden, die alle fünf Rennen bestritten hatten. Punkte für die UCI-Klassements wurden jedoch auch damals schon nur für die einzelnen Eintagesrennen vergeben. Die Serie findet jährlich Anfang des Jahres statt. In dieser Zeit sind viele Profiteams zusätzlich zum Trainingslager auf Mallorca, so dass dort auch viele Stars zu sehen sind. Die meisten Gesamtsiege errang Francisco Cabello Luque (3). Die meisten Tagessiege konnte Óscar Freire Gómez (8) feiern.

## Gesamtwertung
- 2009  Antonio Colom
- 2008  Philippe Gilbert
- 2007  Luis León Sánchez Gil
- 2006  David Bernabéu
- 2005  Alejandro Valverde
- 2004  Antonio Colom
- 2003  Alejandro Valverde
- 2002  Francisco Cabello Luque
- 2001  Mathew Hayman
- 2000  Francisco Cabello Luque
- 1999  José Luis Rebollo
- 1998  Léon van Bon
- 1997  Laurent Jalabert
- 1996  Francisco Cabello Luque
- 1995  Alex Zülle
- 1994  David Garcia
- 1993  Laurent Jalabert
- 1992  Javier Murguialday

## Trofeo Alcudia
| Jahr               | Sieger               | Zweiter                       | Dritter                        |
| ------------------ | -------------------- | ----------------------------- | ------------------------------ |
| Trofeo Alcúdia     |                      |                               |                                |
| 1992               | Alfonso Gutiérrez    | Juan Carlos González Salvador | Manuel Jorge Domínguez         |
| 1993               | Alfonso Gutiérrez    | Asjat Mansurowitsch Saitow    | Ángel Edo                      |
| 1994               | Asier Guenetxea      | Alfonso Gutiérrez             | Ángel Edo                      |
| 1995               | Jeroen Blijlevens    | Ángel Edo                     | Adriano Baffi                  |
| 1996               | Godert de Leeuw      | Rolf Aldag                    | Federico Colonna               |
| 1997               | Peter Van Petegem    | Erik Zabel                    | Erik Dekker                    |
| 1998               | Jeremy Hunt          | Robbie McEwen                 | Miguel Ángel Martín Perdiguero |
| 1999               | Claus Michael Møller | Francisco Cabello             | Erik Dekker                    |
| 2000               | Robbie McEwen        | Erik Zabel                    | Rubén Galván                   |
| 2001               | Michael Boogerd      | Fabian Jeker                  | Félix García Casas             |
| 2002               | Igor Flores          | Paolo Bettini                 | Francisco Cabello              |
| 2003               | Allan Davis          | Erik Zabel                    | Gerben Löwik                   |
| 2004               | Óscar Freire Gómez   | Erik Zabel                    | Allan Davis                    |
| Trofeo Cala Millor |                      |                               |                                |
| 2005               | Óscar Freire Gómez   | Isaac Gálvez                  | Dimitri De Fauw                |
| 2006               | Isaac Gálvez         | Robert Förster                | Paolo Bettini                  |
| 2007               | Vicente Reynés       | José Joaquín Rojas            | Tomas Vaitkus                  |
| 2008               | Graeme Brown         | Denis Flahaut                 | Gert Steegmans                 |
| 2009               | Robbie McEwen        | Graeme Brown                  | Guillaume Blot                 |
| 2010               | Óscar Freire Gómez   | André Greipel                 | Manuel António Cardoso         |
| 2011               | Tyler Farrar         | John Degenkolb                | Leigh Howard                   |
| Trofeo Migjorn     |                      |                               |                                |
| 2012               | Andrew Fenn          | Alexander Porsew              | Matteo Pelucchi                |
| Trofeo Campos      |                      |                               |                                |
| 2013               | Leigh Howard         | Tyler Farrar                  | José Joaquín Rojas             |
| Trofeo Ses Salines |                      |                               |                                |
| 2014               | Sacha Modolo         | Ben Swift                     | Gianni Meersman                |
| 2015               | Matteo Pelucchi      | Elia Viviani                  | José Joaquín Rojas             |
| 2016               | André Greipel        | Sam Bennett                   | Edvald Boasson Hagen           |
| 2017               | André Greipel        | Jonas Van Genechten           | Daniel McLay                   |
| 2018               | John Degenkolb       | Sondre Holst Enger            | Jasper De Buyst                |
| 2019               | Jesús Herrada        | Guillaume Martin              | Bauke Mollema                  |
| 2020               | Matteo Moschetti     | Pascal Ackermann              | Jon Aberasturi                 |
| Trofeo Alcúdia     |                      |                               |                                |
| 2021               | André Greipel        | Alexander Kristoff            | Christophe Noppe               |
| 2022               | Biniam Girmay        | Ryan Gibbons                  | Giacomo Nizzolo                |
| 2023               | Marijn van den Berg  | Ethan Vernon                  | Biniam Girmay                  |
| 2024               | Paul Magnier         | Alberto Dainese               | Luke Lamperti                  |
| 2025               | Marijn van den Berg  | Anthony Turgis                | Erlend Blikra                  |

### Mehrfachsieger
Mehrfachsieger
| # | Name                | Siege | Zweiter | Dritter | Siegjahre        |
| - | ------------------- | ----- | ------- | ------- | ---------------- |
| 1 | André Greipel       | 3     | 1       | 0       | 2016, 2017, 2021 |
| 2 | Robbie McEwen       | 2     | 1       | 1       | 2000, 2009       |
| 3 | Óscar Freire Gómez  | 2     | 0       | 0       | 2002, 2010       |
| 3 | Marijn van den Berg | 2     | 0       | 0       | 2023, 2025       |

## Trofeo de Tramuntana
| Jahr                             | Sieger                        | Zweiter                    | Dritter                    |
| -------------------------------- | ----------------------------- | -------------------------- | -------------------------- |
| Trofeo Sóller                    |                               |                            |                            |
| 1992                             | Juan Carlos González Salvador | Antonio Esparza            | Erik Dekker                |
| 1993                             | Laurent Jalabert              | Asjat Mansurowitsch Saitow | Ángel Edo                  |
| 1994                             | Ángel Edo                     | Alfonso Gutiérrez          | Herminio Díaz Zabala       |
| 1995                             | Laurent Jalabert              | Adriano Baffi              | Asjat Mansurowitsch Saitow |
| 1996                             | Francisco Cabello             | Laurent Jalabert           | Ignacio García Camacho     |
| 1997                             | Laurent Jalabert              | Francisco Benítez          | Alex Zülle                 |
| 1998                             | Tom Steels                    | Léon van Bon               | Andreas Klier              |
| 1999                             | Mario Cipollini               | Robbie McEwen              | Tom Steels                 |
| 2000                             | Francisco Cabello             | Pedro Horrillo             | Erik Zabel                 |
| 2001                             | Mathew Hayman                 | Erik Zabel                 | Robbie McEwen              |
| 2002                             | Óscar Freire Gómez            | Tom Steels                 | Erik Zabel                 |
| 2003                             | Aljaksandr Ussau              | Isaac Gálvez               | Erik Zabel                 |
| 2004                             | Alejandro Valverde            | David Blanco               | Rubén Plaza                |
| 2005                             | Alejandro Valverde            | Ricardo Serrano            | Aitor Pérez                |
| 2006                             | Paolo Bettini                 | Antonio Colom              | David Bernabéu             |
| 2007                             | Antonio Colom                 | Luis León Sánchez          | Alberto Contador           |
| 2008                             | Philippe Gilbert              | Sebastian Langeveld        | Maarten Wijnants           |
| Trofeo Inca                      |                               |                            |                            |
| 2009                             | Antonio Colom                 | Edvald Boasson Hagen       | Jérôme Pineau              |
| 2010                             | Linus Gerdemann               | Rafael Valls               | Manuel Vázquez             |
| 2011                             | Ben Hermans                   | Arkaitz Durán              | Xavier Tondo               |
| Trofeo Serra de Tramuntana       |                               |                            |                            |
| 2013                             | Alejandro Valverde            | Sergio Henao               | Robert Gesink              |
| 2014                             | Michał Kwiatkowski            | Edvald Boasson Hagen       | Francesco Gavazzi          |
| 2015                             | Alejandro Valverde            | Tim Wellens                | Leopold König              |
| 2016                             | Fabian Cancellara             | Michał Kwiatkowski         | Tiesj Benoot               |
| 2017                             | Tim Wellens                   | Louis Vervaeke             | Vicente García de Mateos   |
| 2018                             | Tim Wellens                   | Gianni Moscon              | Alejandro Valverde         |
| Trofeo de Tramuntana Soller-Deia |                               |                            |                            |
| 2019                             | Tim Wellens                   | Emanuel Buchmann           | Alejandro Valverde         |
| 2020                             | Emanuel Buchmann              | Alejandro Valverde         | Gregor Mühlberger          |
| 2021                             | Jesús Herrada                 | Jonathan Lastra            | Héctor Carretero           |
| 2022                             | Tim Wellens                   | Alejandro Valverde         | Simon Clarke               |
| 2023                             | Kobe Goossens                 | Lennert Van Eetvelt        | Ilan Van Wilder            |
| 2024                             | Lennert Van Eetvelt           | Alexander Wlassow          | Brandon McNulty            |
| 2025                             | Florian Stork                 | Martin Marcellusi          | Markus Hoelgaard           |

### Mehrfachsieger
Mehrfachsieger
| # | Name               | Siege | Zweiter | Dritter | Siegjahre              |
| - | ------------------ | ----- | ------- | ------- | ---------------------- |
| 1 | Alejandro Valverde | 4     | 2       | 2       | 2004, 2005, 2013, 2015 |
| 2 | Tim Wellens        | 4     | 1       | 0       | 2017, 2018, 2019, 2022 |
| 3 | Antonio Colom      | 2     | 1       | 0       | 2007, 2009             |
| 4 | Paolo Bettini      | 2     | 0       | 0       | 2000, 2006             |

## Trofeo Andratx-Pollença
| Jahr                                                              | Sieger             | Zweiter                        | Dritter                        |          |
| ----------------------------------------------------------------- | ------------------ | ------------------------------ | ------------------------------ | -------- |
| Trofeo Manacor                                                    |                    |                                |                                |          |
| 1992                                                              | Alfonso Gutiérrez  | Juan Carlos González Salvador  | Vadim Chabalkine               |          |
| 1993                                                              | Laurent Jalabert   | Asjat Mansurowitsch Saitow     | Manuel Fernández Ginés         |          |
| 1994                                                              | José Ramón Uriarte | Mariano Rojas                  | David García Markina           |          |
| 1995                                                              | Samuele Schiavina  | Laurent Jalabert               | Adriano Baffi                  |          |
| 1996                                                              | Federico Colonna   | Jeremy Hunt                    | Rolf Aldag                     |          |
| 1997                                                              | Hendrik Van Dijck  | Erik Zabel                     | Tom Steels                     |          |
| 1998                                                              | Elio Aggiano       | Miguel Ángel Martín Perdiguero | Léon van Bon                   |          |
| 1999                                                              | Mario Cipollini    | Steven de Jongh                | Erik Zabel                     |          |
| 2000                                                              | Paolo Bettini      | Erik Zabel                     | Giuseppe Di Grande             |          |
| 2001                                                              | Erik Zabel         | Sven Teutenberg                | Robbie McEwen                  |          |
| 2002                                                              | Óscar Freire Gómez | Isaac Gálvez                   | Erik Zabel                     |          |
| 2003                                                              | Isaac Gálvez       | Fabrizio Guidi                 | Erik Zabel                     |          |
| 2004                                                              | Allan Davis        | Erik Zabel                     | Danilo Hondo                   |          |
| 2005                                                              | Alejandro Valverde | Ronald Mutsaars                | Steven de Jongh                |          |
| Trofeo Pollença                                                   |                    |                                |                                |          |
| 2006                                                              | David Bernabéu     | Julián Sánchez                 | Paolo Bettini                  |          |
| 2007                                                              | Thomas Dekker      | Wladimir Nikolajewitsch Gussew | Alberto Fernández de la Puebla |          |
| 2008                                                              | José Joaquín Rojas | Giovanni Visconti              | Philippe Gilbert               |          |
| 2009                                                              | Daniele Bennati    | Tom Leezer                     | Jérôme Pineau                  |          |
| Trofeo Magaluf-Palmanova                                          |                    |                                |                                |          |
| 2010                                                              | André Greipel      | Koldo Fernández                | Manuel António Cardoso         |          |
| 2011                                                              | Murilo Fischer     | Óscar Freire Gómez             | José Joaquín Rojas             |          |
| edición cancelara por problemas financieros Trofeo Platja de Muro |                    |                                |                                |          |
| 2013                                                              | Leigh Howard       | Maarten Wijnants               | Davide Cimolai                 |          |
| 2014                                                              | Gianni Meersman    | Francisco José Ventoso         | Ben Swift                      |          |
| Trofeo Andratx                                                    |                    |                                |                                |          |
| 2015                                                              | Steve Cummings     | Alejandro Valverde             | Davide Formolo                 |          |
| Trofeo Pollença-Andratx                                           |                    |                                |                                |          |
| 2016                                                              | Gianluca Brambilla | Michał Kwiatkowski             | Zdeněk Štybar                  |          |
| Trofeo Andratx-Mirador des Colomer                                |                    |                                |                                |          |
| 2017                                                              | Tim Wellens        | Alejandro Valverde             | Tiesj Benoot                   |          |
| Trofeo Lloseta-Andratx                                            |                    |                                |                                |          |
| 2018                                                              | Toms Skujiņš       | Gregor Mühlberger              | Elmar Reinders                 |          |
| Trofeo Andratx-Lloseta                                            |                    |                                |                                |          |
| 2019                                                              | Emanuel Buchmann   | Tim Wellens                    | Bauke Mollema                  |          |
| Pollença-Andratx                                                  |                    |                                |                                |          |
| 2020                                                              | Marc Soler         | Gregor Mühlberger              | Davide Villella                |          |
| Trofeo Andratx-Pollença                                           |                    |                                |                                |          |
| 2021                                                              | Winner Anacona     | Vegard Stake Laengen           | Mikel Iturria                  |          |
| 2022                                                              | Alejandro Valverde | Brandon McNulty                | Alexander Wlassow              |          |
| 2023                                                              | Kobe Goossens      | Pelayo Sánchez                 | Lennert Van Eetvelt            |          |
| 2024                                                              | Pelayo Sánchez     | Marius Mayrhofer               | Alexander Wlassow              |          |
| 2025                                                              | abgesagt           | abgesagt                       | abgesagt                       | abgesagt |

### Mehrfachsieger
Mehrfachsieger
| # | Name               | Siege | Zweiter | Dritter | Siegjahre  |
| - | ------------------ | ----- | ------- | ------- | ---------- |
| 1 | Alejandro Valverde | 2     | 2       | 0       | 2005, 2022 |

## Trofeo Calvia
| Jahr          | Sieger               | Zweiter                  | Dritter                |
| ------------- | -------------------- | ------------------------ | ---------------------- |
| Trofeo Calvià |                      |                          |                        |
| 1992          | Neil Stephens        | Carlos Hernández Bailo   | Fabrice Philipot       |
| 1993          | Federico Echave      | Pedro Delgado            | Laurent Jalabert       |
| 1994          | Alfonso Gutiérrez    | Laurent Jalabert         | Oleh Tschuschda        |
| 1995          | Beat Zberg           | Alex Zülle               | Ángel Edo              |
| 1996          | Francisco Cabello    | Laurent Jalabert         | Ignacio García Camacho |
| 1997          | Tom Steels           | Erik Zabel               | Erik Dekker            |
| 1998          | Tom Steels           | Léon van Bon             | Peter Van Petegem      |
| 1999          | Francisco Cabello    | Erik Dekker              | Pietro Caucchioli      |
| 2000          | Elio Aggiano         | Giuseppe Palumbo         | Javier Otxoa Palacios  |
| 2001          | Robbie McEwen        | Erik Zabel               | Sven Teutenberg        |
| 2002          | Erik Dekker          | Matthé Pronk             | David Muñoz            |
| 2003          | Remmert Wielinga     | Gorka González           | Juan Antonio Flecha    |
| 2004          | Unai Etxebarria      | Bram de Groot            | Óscar Freire Gómez     |
| 2005          | Antonio Colom        | José Antonio Pecharroman | David de la Fuente     |
| 2006          | David Kopp           | Lorenzo Bernucci         | Iñaki Isasi            |
| 2007          | Unai Etxebarria      | Francisco José Ventoso   | Murilo Fischer         |
| 2008          | Gert Steegmans       | Tomas Vaitkus            | Alejandro Valverde     |
| 2009          | Gerald Ciolek        | Edvald Boasson Hagen     | Marcel Sieberg         |
| Trofeo Calvia |                      |                          |                        |
| 2010          | Rui Costa            | Joan Horrach             | José Iván Gutiérrez    |
| 2011          | José Joaquín Rojas   | Gorka Izagirre           | Juan José Cobo         |
| 2012          | Lars Petter Nordhaug | Rui Costa                | Sergio Henao           |
| 2021          | Ryan Gibbons         | Anthony Delaplace        | Rune Herregodts        |
| 2022          | Brandon McNulty      | Joel Suter               | Vincenzo Albanese      |
| 2023          | Rui Costa            | Louis Vervaeke           | Ben Healy              |
| 2024          | Simon Carr           | Alexander Wlassow        | Brandon McNulty        |
| 2025          | Jan Christen         | Christian Scaroni        | António Morgado        |

### Mehrfachsieger
Mehrfachsieger
| # | Name            | Siege | Zweiter | Dritter | Siegjahre  |
| - | --------------- | ----- | ------- | ------- | ---------- |
| 1 | Unai Etxebarria | 2     | 0       | 0       | 2004, 2007 |
|   | Tom Steels      | 2     | 0       | 0       | 1997, 1998 |

## Trofeo Palma
Auf zu viele Wikidata-Objekte zugegriffen. Anzahl der geladenen Objekte: 400/400.

### Mehrfachsieger
Mehrfachsieger
| # | Name               | Siege | Zweiter | Dritter | Siegjahre        |
| - | ------------------ | ----- | ------- | ------- | ---------------- |
| 1 | Erik Zabel         | 3     | 2       | 1       | 1997, 1998, 2001 |
| 2 | Óscar Freire Gómez | 3     | 1       | 1       | 2000, 2005, 2007 |
| 3 | Isaac Galvez       | 3     | 1       | 0       | 2002, 2003, 2006 |
| 4 | André Greipel      | 2     | 1       | 0       | 2016, 2021       |

## Meiste Tagessiege
Meiste Tagessiege
| #  | Name                    | Siege | Zweiter | Dritter |
| -- | ----------------------- | ----- | ------- | ------- |
| 1  | Óscar Freire Gómez      | 8     | 2       | 2       |
| 2  | Alejandro Valverde      | 6     | 4       | 4       |
| 3  | Isaac Galvez            | 5     | 4       | 1       |
| 4  | André Greipel           | 5     | 2       | 0       |
| 4  | Tim Wellens             | 5     | 2       | 0       |
| 6  | Erik Zabel              | 4     | 12      | 8       |
| 7  | Laurent Jalabert        | 4     | 6       | 2       |
| 8  | Robbie McEwen           | 4     | 4       | 2       |
| 9  | Alfonso Gutiérrez       | 4     | 3       | 0       |
| 10 | Francisco Cabello Luque | 4     | 1       | 1       |
| 11 | Tom Steels              | 3     | 3       | 3       |
| 12 | Antonio Colom           | 3     | 2       | 0       |
| 13 | Allan Davis             | 3     | 1       | 1       |
| 14 | Jeroen Blijlevens       | 3     | 0       | 0       |